# Luigi Chinetti

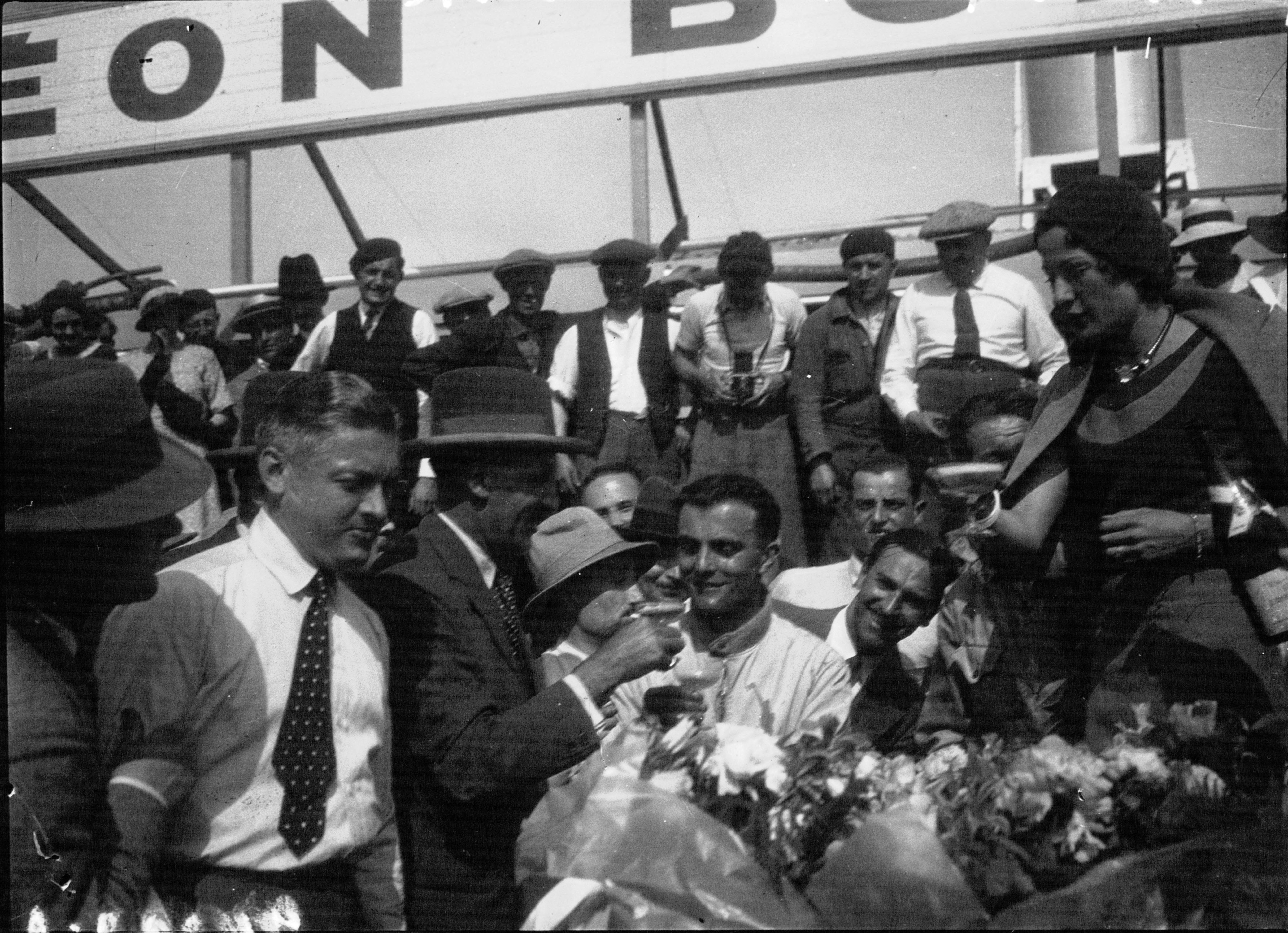
Die Gesamtsieger der 24-Stunden-Rennens von Le Mans 1932; Raymond Sommer (mit Krawatte) und Luigi Chinetti (Mitte)

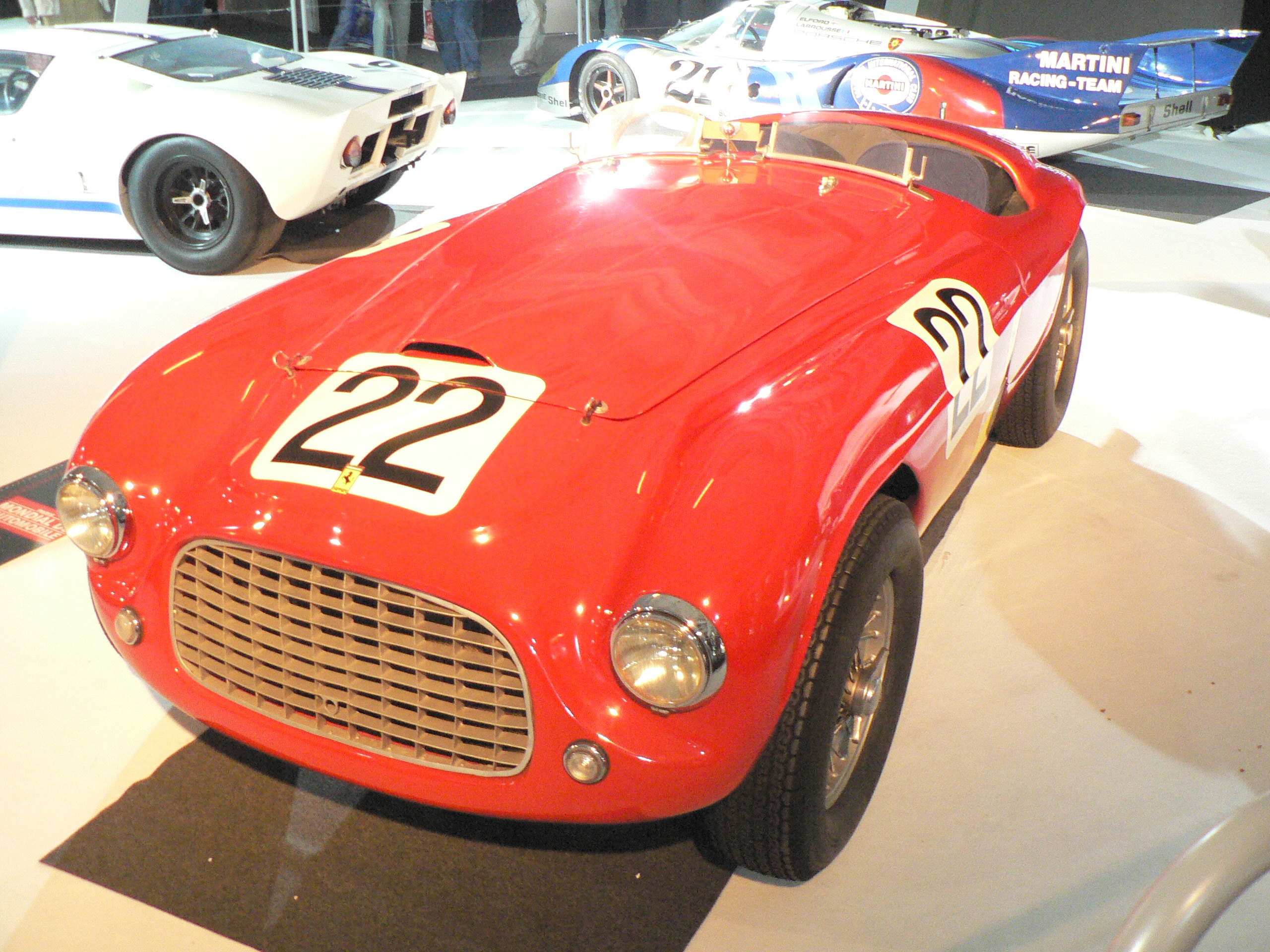
Ferrari 166MM Barchetta, der Siegerwagen von Chinetti/Selsdon in Le Mans 1949

Luigi Chinetti (* 17. Juli 1901 in Jerago con Orago; † 17. August 1994 in Greenwich) war ein US-amerikanischer Automobilrennfahrer italienischer Herkunft. Seine sportliche Laufbahn begann in den 1930er- und endete in den frühen 1950er-Jahren. Er war der Vater von Luigi Chinetti junior.

## Karriere
Zu Beginn der 1930er-Jahre in Frankreich, als Automobilverkäufer und Rennfahrer lebend, begründete er 1932 seinen Ruf als Gewinner des 24-Stunden-Rennens von Le Mans auf einem Alfa Romeo. Diesem Sieg folgten 1934 und 1949 zwei weitere bei diesem Langstreckenrennen.
Während des Zweiten Weltkriegs emigrierte Chinetti in die Vereinigten Staaten, wo er 1946 eingebürgert wurde. Er gewann in der Folge weitere Langstreckenrennen, zum Beispiel die 24-Stunden von Spa-Francorchamps, und errang 1949 den ersten Sieg eines Ferrari-Sportwagens in Le Mans. 1951 gewann er als Beifahrer von Piero Taruffi die Carrera Panamericana. Chinetti nahm auf verschiedenen Fabrikaten an allen Le-Mans-Rennen zwischen 1932 und 1953 teil und war bis 1949 der zweite Rennfahrer, der dieses Rennen dreimal gewinnen konnte.
Chinetti schlug aus seinen Erfolgen mit Ferrari Kapital, als er in den 1950er-Jahren der erste und lange Zeit einzige amerikanische Ferrari-Händler wurde. In dieser Funktion gründete Chinetti dann auch – mit offizieller Unterstützung von Ferrari – den bis in die 1970er-Jahre hinein erfolgreichen N.A.R.T.-Rennstall.

## Statistik

### Le-Mans-Ergebnisse
| Jahr | Team                | Fahrzeug                 | Teamkollege                                | Platzierung | Ausfallgrund              |
| ---- | ------------------- | ------------------------ | ------------------------------------------ | ----------- | ------------------------- |
| 1932 | Raymond Sommer      | Alfa Romeo 8C 2300 LM    | Raymond Sommer                             | Gesamtsieg  |                           |
| 1933 | Soc. An. Alfa Romeo | Alfa Romeo 8C 2300 MM-LM | Philippe de Gunzburg                       | Rang 2      |                           |
| 1934 | Luigi Chinetti      | Alfa Romeo 8C 2300       | Philippe Étancelin                         | Gesamtsieg  |                           |
| 1935 | Luigi Chinetti      | Alfa Romeo 8C 2300       | Jacques Gastaud                            | Ausfall     | Motorschaden              |
| 1937 | Luigi Chinetti      | Talbot T150C             | Louis Chiron                               | Ausfall     | Motorschaden              |
| 1938 | Luigi Chinetti      | Talbot T150 SS Coupé     | Philippe Étancelin                         | Ausfall     | Motorschaden              |
| 1939 | Luigi Chinetti      | Talbot T26               | T. A. S. O. Mathieson                      | Ausfall     | Unfall                    |
| 1949 | Lord Selsdon        | Ferrari 166MM            | Patrick Mitchell-Thomson, 2. Baron Selsdon | Gesamtsieg  |                           |
| 1950 | Luigi Chinetti      | Ferrari 195 Sport        | Pierre Louis-Dreyfus                       | Ausfall     | Kraftübertragung          |
| 1951 | Luigi Chinetti      | Ferrari 340 America      | Jean Lucas                                 | Rang 8      |                           |
| 1952 | Luigi Chinetti      | Ferrari 340 America      | Jean Lucas                                 | Ausfall     | Disqualifiziert           |
| 1953 | Luigi Chinetti      | Ferrari 340MM Spider     | Tom Cole                                   | Ausfall     | Tödlicher Unfall von Cole |

### Einzelergebnisse in der Sportwagen-Weltmeisterschaft
| Saison | Team                             | Rennwagen                   | 1   | 2   | 3   | 4   | 5   | 6   | 7   |
| ------ | -------------------------------- | --------------------------- | --- | --- | --- | --- | --- | --- | --- |
| 1953   | Luigi Chinetti Scuderia Gustalla | Ferrari 340MM Ferrari 375MM | SEB | MIM | LEM | SPA | NÜR | RTT | CAP |
| 1953   | Luigi Chinetti Scuderia Gustalla | Ferrari 340MM Ferrari 375MM |     |     | DNF |     |     |     | DNF |
| 1954   | John Shakespeare                 | Ferrari 375MM               | BUA | SEB | MIM | LEM | RTT | CAP |     |
| 1954   | John Shakespeare                 | Ferrari 375MM               |     |     | 6   |     |     |     |     |